# Тінь попередника
«Тінь попередника»  — роман українського письменника Володимира Єшкілєва 2010 року;  опублікований у видавництві «Ярославів Вал» 2011 року. Перший роман із трилогії «Фаренго».

## Опис книги
Провести читача по межі — улюблений прийом майстра Володимира Єшкілєва. Саме на межі між наукою і фантастикою тримає своїх прихильників автор. Здається, один непевний крок — і ти потрапиш в тенета суцільної науки. Але — ні, письменник тебе не пускає, захоплюючи, заворожуючи фантастичністю сюжету, в якому є все, на всі смаки, на всі бажання автора і його читача.
Роман «Тінь попередника» В.Єшкілєва є прикладом абсолютної позажанрової інтеграції почуттів, відчуттів і вчинків. Бо що є реальністю, а що фантастикою — на це навряд чи хтось зможе відповісти.
Коментар автора про книгу:
|  | Роман «Тінь попередника» з іншого циклу «Фаренго» — це науково-фантастичний цикл романів, який оповідає про далеке майбутнє цивілізації. Події відбуваються десь 800 років після нас. Людство пройшло через кризу, викликану необмеженим використанням інформаційних і генетичних технологій. Це привело до появи різних мутацій, генетичних виродків, небезпечних хвороб і такого розвитку генної інженерії, коли в домашніх лабораторіях можна буде сконструювати собі смертельний вірус. Адміністративною формою людства є імперія, яка контролює 85 населених світів і технічні засоби пересування між зоряними світами. Ця імперія стикається з інопланетною цивілізацією, і після програної війни починається оповідь про розслідування одного дивного епізоду, який відбувся під час війни. У сюжеті є і страшні космічні монстри, і відверті сексуальні сцени, міжзоряні польоти і містика - я відірвався собі на повну |

|                     | Роман «Тінь попередника» — не так про майбутнє, як про теперішнє, про загибель імперії. Однак не сприймаю імперію, як щось суто негативне. З одного боку, це — тюрма народів. З іншого — рятівний ковчег, у якому народи переживають якісь бурхливі події, цей ковчег їх рятує, а потім виносить на берег. Потім народи нарікають, що в цьому ковчезі було погано, але якби не ковчег, то, можливо, вони б уже не існували. Інший пласт твору — питання особи і великого суспільства, яке завжди ставиться до особистості індиферентно, відчужено. Кохання і та безодня, в якій немає ні кохання, ні життя, нічого. Завжди актуальною є людська екзистенція, наше життя, бо ми живемо на маленькій планеті і в будь-яку мить може впасти величезна каменюка, і від усіх наших країн, нашого мистецтва, культури нічого не залишиться. |
| — Володимир Єшкілев | |

## Видання
- 2011 рік — видавництво «Ярославів Вал».

## Цікаве
2011 року була випущена російськомовна версія роману, що отримав назву рос. Питомник богов і, згідно зі словами автора, «є на 30 сторінок коротшим за україновну версію, оскільки російським редакторам не сподобались сцени лесбійської любові»